# Giuseppe La Loggia
Giuseppe La Loggia (Agrigento, 1º maggio 1911 – Roma, 2 marzo 1994) è stato un politico italiano, presidente della Regione Siciliana dal 5 aprile 1956 al 13 maggio 1958.

## Biografia
Giuseppe La Loggia nasce il 1º maggio 1911 ad Agrigento, figlio di Provvidenza Coniglio ed Enrico La Loggia, massone e politico, deputato del Regno d'Italia dal 1919 al 1925, sottosegretario alle finanze nel 1922, uno dei fautori dello Statuto Siciliano e autore dell'articolo 38, meglio noto come "Fondo di solidarietà nazionale".
Convinto autonomista, prima di entrare in politica ebbe modo di maturare una robusta qualificazione professionale come avvocato nello studio del padre e docente universitario di diritto del lavoro presso l'Università degli Studi di Palermo.
Durante l'apprendistato, sui libri e nelle aule giudiziarie e universitarie, maturò una sua personale visione tecnocratica della politica che, tuttavia, coniugava con una grande attenzione ai bisogni della gente, al tema della solidarietà, a quello della giustizia sociale.
Proprio questa visione lo condusse su una sponda non certo collimante con quella del padre, lo condusse cioè verso la nuova formazione politica democristiana nella quale individuava il soggetto politico necessario a riaggregare, nel difficile periodo del dopoguerra, una realtà nazionale profondamente lacerata nel suo tessuto organico. Il suo riferimento iniziale fu, dunque, Luigi Sturzo con il quale avviò una cordiale frequentazione e del quale comprese, meglio di molti altri, la modernità del linguaggio.

### Attività politica
Giuseppe La Loggia si avvia alla politica giovanissimo, alla scuola del padre Enrico, antifascista, demo-laburista, autore di un fortunato libretto, “Ricostruire”, dove si teorizza il "riparazionismo", e che diventa "il manifesto degli autonomisti unitari".
Subito dopo l'armistizio firma la dichiarazione antiseparatista del 24 ottobre 1943 del Fronte unico siciliano redatta dal padre Enrico, dove si riafferma, “nel sicuro auspicio della più rapida e totale liberazione della Patria”, la volontà della Sicilia “che sia mantenuta intatta l'unità d'Italia”.

### Deputato e Presidente dell'ARS
Alle primissime elezioni regionali in Sicilia del 1947 fu eletto deputato all'Assemblea Regionale Siciliana per la Democrazia Cristiana, venendo riconfermato per 5 legislature e restando in carica fino al 1967. Divenne subito assessore con deleghe regionalI all'agricoltura e foreste sotto la prima e la seconda giunta regionale della Sicilia di Giuseppe Alessi (dal 30 maggio 1947 all'8 marzo 1948 e dal 9 marzo 1948 all'11 gennaio 1949) e in seguito assessore alle finanze sotto la prima e seconda giunta di Franco Restivo (dal 12 gennaio 1949 fino alla fine della legislatura e dal 20 luglio 1951 fino alla fine della legislatura).
Il 5 giugno 1955 venne eletto presidente dell'Assemblea Regionale Siciliana, dove restò in quel ruolo fino al 4 aprile 1956.

### Presidente della Regione Siciliana
Il 4 aprile 1956 venne eletto presidente della Regione Siciliana, dove fin dall'avvio della sua attività della giunta Giuseppe La Loggia manifestò uno stile anomalo rispetto a quello praticato dai governanti isolani: niente verbosità spagnolesca, puntuale riferimento ai dati concreti, ripudio dell'improvvisazione.
La sua idea-guida era infatti che ogni progetto di sviluppo dovesse avere dei forti e stabili ancoraggi, cioè delle certezze per non creare false illusioni. La sua presidenza della Regione Siciliana segna un passaggio decisivo nella storia dell'Autonomia, cioè il tentativo di creare le condizioni per fare compiere alla Sicilia quel salto di qualità che avrebbe potuto avviare un meccanismo di sviluppo, fondato su una rapida industrializzazione, in grado di colmare il gap storico che la divideva dalle regioni più sviluppate del Paese.
La Loggia tentò, infatti, di creare l'habitat necessario ad attirare i capitali del Nord per avviare il meccanismo di sviluppo e di spingere il tessuto economico siciliano a misurarsi con le sfide che il nuovo modello avrebbe comportato.
Ma questa posizione, concordata con l'allora segretario della Democrazia Cristiana Amintore Fanfani, fu contrastata "in nome dei superiori interessi della Sicilia" dando vita all'operazione Milazzo.
Nell'ottobre 1958, La Loggia, attaccato con veemenza anche da molti suoi compagni di partito, dovette gettare la spugna dimettendosi da presidente della Regione. Così come fu sconfitto il candidato indicato da Fanfani mentre fu eletto Silvio Milazzo. Quella crisi politica diede il via al cosiddetto milazzismo. Così uscì di scena dalla politica siciliana, con Alessi e Restivo, l'ultimo della “triade” dei padri dell'autonomia: dopo di loro all'Assemblea regionale – scrisse Indro Montanelli – "c'era il vuoto, e poi il vuoto e quindi gli altri 87 deputati".
Nel 1960 il suo nome fu travolto dal cosiddetto «scandalo Tandoy»: infatti il fratello Mario, direttore dell'ospedale psichiatrico di Agrigento, venne arrestato con l'infamante accusa di aver organizzato l'omicidio del commissario Cataldo Tandoy in quanto amante della moglie ma fu subito prosciolto perché si rivelò essere un delitto opera della mafia. Lo scrittore ed esperto mafiologo Michele Pantaleone liquidò il suo coinvolgimento nello scandalo come tentativo di eliminarlo politicamente nell'ambito della lotta tra correnti della Democrazia Cristiana durante la fase del milazzismo.
Restò all'ARS fino alle elezioni regionali del 1967 e fu assessore con deleghe regionalI al Turismo dal 1962 al 1964, oltre che sindaco di Cattolica Eraclea dal 1962 al 1965.
Quindi fu il primo presidente dell'ESPI, l'ente siciliano per la promozione industriale, erede della Sofis creata proprio dai fautori del milazzismo, carica che ricoprì dal 1967 al 1968.

### Deputato alla Camera
Da allora l'attività politica di La Loggia, che ebbe sempre un occhio di riguardo verso i problemi del Mezzogiorno e della Regione Siciliana, si svolse nell'aula di Montecitorio, dove fu eletto deputato alle elezioni politiche del 1968, e rimase per quattro legislature fino al 1983.
Fu presidente dapprima della 6ª Commissione Finanze e Tesoro, dal 18 settembre 1973 al 4 luglio 1976, e, dal 27 luglio 1976 al 11 luglio 1983, della 5ª Commissione Bilancio, tesoro e programmazione.

### Gli ultimi anni
Alle elezioni politiche del 1983 non viene rieletto. Fu nominato giudice al Consiglio di Stato e, in seguito, presidente dell'istituto poligrafico dello Stato.
Muore a Roma il 2 marzo 1994, venendo sepolto ad Agrigento.

## Vita privata
È stato sposato con Concetta Maria Sciascia detta Tina, figlia del avvocato e notaio Oreste Sciascia e di donna Elvira Martorana. Dal matrimonio nacquero quattro figli: Maria Provvidenza, Elvira, Margherita ed Enrico, chiamato così come il suo omonimo padre, quest'ultimo diventerà anch'egli politico che sarà esponente di Forza Italia, capogruppo del partito al Senato e ministro per gli affari regionali nel secondo e terzo governo Berlusconi.

## Critiche e aspetti controversi
Il mafioso Antonino Mandalà, capomandamento della cosca mafiosa di Villabate, in una intercettazione telefonica degli inquirenti che indagavano sul suo conto, racconta di aver detto a Enrico La Loggia, figlio di Giuseppe ed esponente di spicco di Forza Italia:
Al processo però Mandalà dichiarò ai giudici che millantava. Interrogato in aula ammetterà di aver detto a La Loggia quelle frasi, ma sosterrà di aver millantato con lui la propria mafiosità: